# Ngày âm lịch
Ngày âm lịch là khoảng thời gian để Mặt Trăng của Trái Đất hoàn thành một vòng quay trên trục của nó đối với Mặt trời. Theo khóa thủy triều, đó cũng là thời gian Mặt trăng mất để hoàn thành một quỹ đạo quanh Trái Đất và trở về cùng pha Mặt Trăng. Một tháng âm lịch là khoảng thời gian giữa hai Mặt Trăng mới. Một tháng âm lịch kéo dài khoảng 29,5 ngày mặt trời trên Trái Đất.
Liên quan đến các ngôi sao cố định trên thiên cầu, Mặt trăng mất 27 ngày Trái Đất, 7 giờ, 43 phút và 12 giây để hoàn thành một quỹ đạo; tuy nhiên, do hệ Trái Đất – Mặt trăng tiến lên xung quanh Mặt trời cùng một lúc, Mặt trăng phải di chuyển xa hơn để trở về cùng pha. Tính trung bình, chu kì quỹ đạo này kéo dài 29 ngày, 12 giờ, 44 phút và 3 giây. Đây là con số trung bình do tốc độ của Trái Đất – Hệ mặt trăng quanh Mặt trời thay đổi đôi chút trong một năm do độ lệch tâm của quỹ đạo hình elip, phương sai vận tốc vũ trụ và một số biến thể tuần hoàn và phát triển khác về quan sát, tương đối của nó, giá trị trung bình, chịu ảnh hưởng của nhiễu loạn hấp dẫn của Mặt trời và các vật thể khác trong Hệ Mặt trời.
Do đó, ánh sáng ban ngày tại một điểm nhất định trên Mặt trăng sẽ kéo dài khoảng hai tuần từ đầu đến cuối, sau đó là khoảng hai tuần đêm.

## Sử dụng thay thế

### Lịch âm
Trong một số âm lịch, chẳng hạn như lịch Hindu, ngày âm lịch hoặc tithi, được định nghĩa là 1/30 của tháng âm lịch, hoặc thời gian cần thiết để góc kinh độ giữa Mặt trăng và Mặt trời tăng 12 độ. Theo định nghĩa này, ngày âm lịch thường thay đổi trong thời gian.